# يوهان دي ليفده
يوهان إيفرتسن دي ليفده (بالهولندية: Johan Evertsen de Liefde) (ق. 1619 - 21 أغسطس 1673) هو قائد بحري هولندي شغل منصب نائب أدميرال هولندا وغرب فريزيا. وقد شارك في الحروب الإنجليزية الهولندية الأولى والثانية والثالثة وقُتل في معركة تيسل.